# 28 Dywizja Rakietowa
28 Gwardyjska Dywizja Rakietowa (ros. 28-я гвардейская ракетная Краснознамённая дивизия) – związek taktyczny Wojsk Rakietowych Przeznaczenia Strategicznego Związku Radzieckiego, następnie – Federacji Rosyjskiej. 
Jednostka posiadająca numer 54055 stacjonuje w mieście Kozielsk w obwodzie kałuskim.  W 2008 dysponowała 49 zestawami strategicznych rakiet balistycznych UR-100 NUTTH.

 Dywizja wchodziła w skład 27 Gwardyjskiej Armii Rakietowej.

## Struktura organizacyjna
2011
- dowództwo – Kozielsk[7]
- 74 Briański pułk rakietowy
- 168 Kałuski pułk rakietowy
- 373 pułk rakietowy
- 2506 techniczna baza rakietowa
- 292 węzeł łączności